# Santo Antão do Tojal
Santo Antão do Tojal era una freguesia portuguesa del municipio de Loures, distrito de Lisboa.

## Historia
Antiguamente llamado Santo António de Santo Antão do Tojal, la población es famosa por haber servido de residencia de verano a los arzobispos (luego patriarcas de Lisboa), que allí erigieran en Palacio de Mitra.
En Santo Antão do Tojal nació el famoso botánico portugués Félix de Avelar Brotero (1744-1828), y durante su infancia residió en la freguesia la poetisa Maria Amália Vaz de Carvalho (1847-1921). En honor a esta última, la cámara municipal de Loures creó un premio literario con su nombre. También era natural de esta freguesia Augusto Dias da Silva (1887-1928), Ministro de economía en 1919.
Fue suprimida el 28 de enero de 2013, en aplicación de una resolución de la Asamblea de la República portuguesa promulgada el 16 de enero de 2013 al unirse con la freguesia de São Julião do Tojal, formando la nueva freguesia de Santo Antão e São Julião do Tojal.